# Bezirk Weinfelden
Bezirk Weinfelden är ett av de fem distrikten i kantonen Thurgau i Schweiz. 
Distriktet har cirka 54 000 invånare.
Distriktet består av 18 kommuner:

- Affeltrangen
- Amlikon-Bissegg
- Berg
- Birwinken
- Bischofszell
- Bussnang
- Bürglen
- Erlen
- Hauptwil-Gottshaus
- Hohentannen
- Kradolf-Schönenberg
- Märstetten
- Schönholzerswilen
- Sulgen
- Weinfelden
- Wigoltingen
- Wuppenau
- Zihlschlacht-Sitterdorf

Samtliga kommuner i distriktet är tyskspråkiga.